# Gibril Sankoh
Gibril Sankoh (ur. 15 maja 1983 we Freetown) – sierraleoński piłkarz występujący na pozycji obrońcy. Mierzy 186 cm wzrostu. Od 2016 jest zawodnikiem chińskiego klubu Meizhou Hakka, do którego trafił z Rody JC Kerkrade. W latach 2010–2013 grał w FC Augsburg, do którego przybył latem 2010 z FC Groningen.
W Groningen, w Eredivisie zadebiutował 23 stycznia 2005 w meczu przeciwko ADO Den Haag zakończonym zwycięstwem FC Groningen 3-0.